# كلوريد ثلاثي ميثيل السيليل
كلوريد ثلاثي ميثيل السيليل (أو كلورو ثلاثي ميثيل السيلان) هو مركب سيليكون عضوي صيغته C3H9SiCl، والتي يمكن أن تكتب على الشكل 3(CH3)SiCl؛ ويوجد على شكل سائل عديم اللون.

## التحضير
يحضر المركب وفق عملية مولر-روتشو من تفاعل كلورو الميثان مع السيليكون باستخدام حفاز من النحاس.

## الخواص
يوجد المركب في الشروط القياسية على شكل سائل عديم اللون، والذي يتفكك عند التماس مع الماء، ليشكل مركب سداسي ميثيل ثنائي السيلوكسان:
{\displaystyle {\ce {2 Me3SiCl + H2O -> Me3Si-O-SiMe3 + 2 HCl}}}

## الاستخدامات
يستخدم هذا المركب في جعل سطوح زجاجيات المختبر أكثر إلفة للدهون.